# Игра (фильм, 2018)
«Игра» — российский комедийный триллер Дмитрия Астрахана. Фильм вошёл в конкурсную программу Чебоксарского МКФ 2019 и в программу «Новое российское кино» ММКФ.

## Сюжет
Фильм расскажет о сорокалетнем Юрии Платонове, который преуспел как в бизнесе, так и на личном фронте. Ему кажется, жизнь удалась, пока он не узнаёт, что всё, что его окружает, является фальшью…

## В ролях
| Актёр               | Роль               |
| ------------------- | ------------------ |
| Виктор Васильев     | Юра                |
| Анар Халилов        | Юра                |
| Эльвира Болгова     | Марина             |
| Наталья Бергер      | Марина             |
| Олег Васильков      | отец Юры           |
| Сергей Чугай        | отец Юры           |
| Михаил Зуй          | Лёва               |
| Георгий Малявский   | Лёва               |
| Валерия Кожевникова | ведущая на банкете |
| Павел Воля          | ведущий на банкете |

## Критика
Критики находят интригу фильма интересной, но слишком театральной, ощущение театра усиливается съёмкой статичной камерой «в лоб».